# Malpasse
Malpasse este o comună din arondismentul Croix-des-Bouquets, departamentul Ouest, Haiti.